# Slovak International 2001
Die Slovak International 2001 im Badminton fanden vom 11. bis zum 14. Oktober 2001 in Prešov statt.

## Sieger und Platzierte
| Disziplin    | Gold                                | Silber                            | Bronze                             |
| ------------ | ----------------------------------- | --------------------------------- | ---------------------------------- |
| Herreneinzel | Colin Haughton                      | Michael Christensen               | Kasper Fangel                      |
| Herreneinzel | Colin Haughton                      | Michael Christensen               | Marcus Jansson                     |
| Dameneinzel  | Tine Høy                            | Nadieżda Kostiuczyk               | Elena Sukhareva                    |
| Dameneinzel  | Tine Høy                            | Nadieżda Kostiuczyk               | Petya Nedelcheva                   |
| Herrendoppel | Tommy Sørensen Jesper Thomsen       | Graham Simpson Graeme Smith       | José Antonio Crespo Sergio Llopis  |
| Herrendoppel | Tommy Sørensen Jesper Thomsen       | Graham Simpson Graeme Smith       | Nicolás Escartín Arturo Ruiz López |
| Damendoppel  | Kamila Augustyn Nadieżda Kostiuczyk | Julie Houmann Karina Sørensen     | Maya Ivanova Petya Nedelcheva      |
| Damendoppel  | Kamila Augustyn Nadieżda Kostiuczyk | Julie Houmann Karina Sørensen     | Elena Sukhareva Marina Yakusheva   |
| Mixed        | Jesper Thomsen Julie Houmann        | Andrey Konakh Nadieżda Kostiuczyk | José Antonio Crespo Dolores Marco  |
| Mixed        | Jesper Thomsen Julie Houmann        | Andrey Konakh Nadieżda Kostiuczyk | Pavel Mečár Barbora Bobrovská      |

## Finalergebnisse
| Disziplin    | Sieger                              | Finalist                          | Ergebnis      |
| ------------ | ----------------------------------- | --------------------------------- | ------------- |
| Herreneinzel | Colin Haughton                      | Michael Christensen               | 7–2, 7–3, 7–3 |
| Dameneinzel  | Tine Høy                            | Nadieżda Kostiuczyk               | 7–5, 8–7, 7–1 |
| Herrendoppel | Tommy Sørensen Jesper Thomsen       | Graham Simpson Graeme Smith       | 7–2, 7–2, 7–3 |
| Damendoppel  | Kamila Augustyn Nadieżda Kostiuczyk | Julie Houmann Karina Sørensen     | 7–4, 7–4, 7–1 |
| Mixed        | Jesper Thomsen Julie Houmann        | Andrey Konakh Nadieżda Kostiuczyk | 7–2, 7–4, 7–1 |